# Trofim Fjodorovics Lomakin
Trofim Fjodorovics Lomakin (oroszul: Трофим Фёдорович Ломакин) (Altaji határterület, 1924. augusztus 2. – Moszkva, 1973. június 13.) szovjet színekben olimpiai, világ- és Európa-bajnok orosz súlyemelő.